# 伊達徳次郎
伊達 徳次郎（だて とくじろう、1887年〈明治20年〉8月20日 - 1959年〈昭和34年〉1月9日）は、大正から昭和時代の政治家。警察官。埼玉県川越市長。

## 経歴
千葉県安房郡北条村（北条町、館山北条町を経て、現館山市北条）に生まれる。伊達博・せいの六男で生家は仙台藩伊達家の末裔。1907年（明治40年）明治大学法学科を卒業し、1921年（大正10年）埼玉県高等課長、浦和署長、茨城県特高課長、再び浦和署長を歴任した。
埼玉県の商工課長を経て、1933年（昭和8年）川口町助役となる。1935年（昭和10年）には川越市長の橋本定五郎に請われ同市助役に就任。下水道整備を進めた。1939年（昭和14年）同市長となり、田面沢村の合併、都市計画事業などに尽力した。ほか、浦和町助役を歴任した。